# Rayane Bouhanni
Rayane Bouhanni (Épinal, 24 februari 1996) is een Frans voormalig wielrenner die reed voor Cofidis, Solutions Crédits, waar hij ploeggenoot is geweest van zijn oudere broer Nacer.

## Carrière
In 2014 won Bouhanni het Frans wegkampioenschap bij de junioren door Léo Danès en Arthur Didelot te verslaan in een sprint. Twee dagen eerder was enkel Corentin Ermenault sneller in de tijdrit. In september nam hij deel aan de GP Rüebliland, waar hij op de derde plaats in het algemeen klassement eindigde.
In 2015 reed Bouhanni voor AWT GreenWay, de opleidingsploeg van Etixx-Quick Step. Namens deze ploeg nam hij onder meer deel aan de Istrian Spring Trophy en de Parijs-Arras Tour, alvorens vanaf 1 augustus stage te lopen bij Cofidis. Tijdens deze periode reed hij onder meer de Arctic Race of Norway, waarin hij op plek 71 in het algemeen klassement eindigde. Zijn seizoen sloot hij af met de Nationale Sluitingsprijs, die door zijn broer werd gewonnen.
Zijn stageperiode in 2015 werd het jaar erop beloond met een profcontract. In zijn eerste seizoen als prof mocht Bouhanni onder meer starten in de Brabantse Pijl. In augustus reed hij zijn eerste World Tourwedstrijd: in de EuroEyes Cyclassics eindigde hij net buiten de top honderd, op plek 103. In mei 2017 reed hij de Ronde van België niet uit vanwege een knieblessure. In zowel 2018 als 2019 reed hij geen wedstrijdkilometers.

## Overwinningen
2014
1e etappe Ronde van Abitibi
Eindklassement Ronde van Abitibi
 Frans kampioen op de weg, Junioren

## Ploegen
- 2015 –  AWT GreenWay
- 2015 –  Cofidis, Solutions Crédits (stagiair vanaf 1-8)
- 2016 –  Cofidis, Solutions Crédits
- 2017 –  Cofidis, Solutions Crédits
- 2018 –  Cofidis, Solutions Crédits
- 2019 –  Cofidis, Solutions Crédits

Baška · Bechynē · Bouhanni · Brockhoff · Cuadros · García · Guérin · Kasperkiewicz · Lehky · Novák · Schachmann · Schlegel · Molly (stagiair)
Ahlstrand · Bagot · N.Bouhanni · Chainel · Chetout · Edet · Hardy · Jõeäär · Laporte · Lemoine · Maté · Molard · Navarro · Petit · Rollin · Rossetto · Sénéchal · Simon · Soupe · Turgis · Van Staeyen · Vanbilsen · Venturini · Verhelst · Zingle · R.Bouhanni (stagiair) · Hofstetter (stagiair) · San Sebastián (stagiair)
Ahlstrand · Bagot · N.Bouhanni · R.Bouhanni · Božič · Chetout · Cousin · Edet · Hardy · Hofstetter · Jeannesson · Jõeäär · Laporte · Lemoine · Maté · Molard · Navarro · Perez · Rossetto · Sénéchal · Simon · Soupe · Turgis · Van Staeyen · Vanbilsen · Venturini · Godon (stagiair) · Le Turnier (stagiair)
Bagot · Bonnafond · N. Bouhanni · R. Bouhanni · Chetout · Claeys · Cousin · Edet · Godon · Hofstetter · Laporte · Le Turnier · Lemoine · Maté · Navarro · Perez · Rossetto · Sénéchal · Simon · Soupe · A. Turgis · J. Turgis · Van Genechten · Van Staeyen · Vanbilsen · Venturini · Barceló (stagiair) · Lafay (stagiair) · T. Turgis (stagiair)
Bonnafond · N. Bouhanni · R. Bouhanni · Chetout · Claeys · Edet · Godon · Jesús Herrada · José Herrada · Hofstetter · Lafay · Laporte · Le Turnier · Lemoine · Maté · Navarro · Perez · Rossetto · Simon · Soupe · Teklehaimanot · A. Turgis · J. Turgis · Van Lerberghe · Van Staeyen · Vanbilsen · Morin (stagiair) · Puppio (stagiair) · Skaarseth (stagiair)
Atapuma · Berhane · N. Bouhanni · R. Bouhanni · Chetout · Claeys · Edet · Fortin · Hansen · Jesús Herrada · José Herrada · Hofstetter · Lafay · Laporte · Le Turnier · Lemoine · Maté · Mathis · Morin · Perez · Périchon · Rossetto · Simon · Soupe · Touzé · Van Lerberghe · Vanbilsen · Waeytens · Finé (stagiair) · Leyder (stagiair) · Viviani (stagiair)